# 豊島雅郎
豊島 雅郎（てしま まさお、1963年 - ）は、日本の実業家、映画プロデューサー、アスミック・エース エンタテインメント元代表取締役社長。

## 人物・経歴
1963年、千葉県松戸市生まれ。立教大学卒業。1986年、新卒一期生としてアスミック（現・アスミック・エース）入社。
ビデオグラムのマーケティング業務を長年にわたり担当。家庭用ゲームソフト事業、音楽事業なども兼務した後、2005年より取締役・常務執行役員に就任。2006年、代表取締役社長。
主な洋画担当作品は、「トレインスポッティング」（96年）、「女と女と井戸の中」（97年）、「ゴーストワールド」（01年）など。
主な製作作品は「ピンポン」（02年）、「茄子 アンダルシアの夏」「木更津キャッツアイ　日本シリーズ」（03年）、「マインド・ゲーム」（04年）、「真夜中の弥次さん喜多さん」（05年）、「間宮兄弟」（06年）「ハチミツとクローバー」（06）、「さくらん」（07）、「西の魔女が死んだ」（08）、「ハンサム★スーツ」（08）「重力ピエロ」（09）、「ソラニン」（10）、「大奥」（10）、「武士の家計簿」（10）、「ノルウェイの森」（10）など。